# 알트로스
알트로스(영어: altrose)는 6개의 탄소 원자가 포함된 단당류이고, 알데하이드기를 가지고 있는 알도스이며, 화학식은 C6H12O6이다. D-알트로스는 인공적인 단당류이며, 물에 용해되고, 메탄올에는 거의 용해되지 않는다. 반면에 L-알트로스는 세균인 Butyrivibrio fibrisolvens의 균주로부터 분리되었다.
알트로스와 만노스는 3번 탄소(C-3)에서 입체화학적 성질이 다른 에피머이다. α-알트로피라노시드의 고리 구조는 이도스를 제외한 다른 대부분의 알도헥소피라노시드와 비교해 구부러지기 쉽다. 수용액에서 알트로스의 다른 유도체가 4C1, OS2 및 1C4-입체구조를 모두 차지하는 것으로 나타났다. 
| D-알트로스의 구조       | D-알트로스의 구조       | D-알트로스의 구조       |
| 골격 구조식             | 하워드 투영식           | 하워드 투영식           |
| ----------------------- | ----------------------- | ----------------------- |
|                         | α-D-알트로푸라노스 20 % | β-D-알트로푸라노스 13 % |
| α-D-알트로피라노스 27 % | β-D-알트로피라노스 40 % |                         |

## 같이 보기
- 글루코스
- 프럭토스
- 갈락토스